# San Jose City

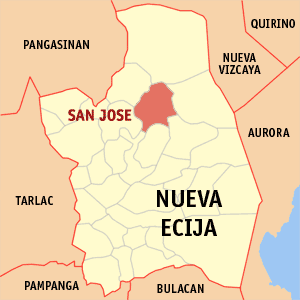
San José Citys läge i provinsen Nueva Ecija.

San Jose City är en stad i Filippinerna som är belägen i provinsen Nueva Ecija i regionen Centrala Luzon. Den har 108 254 invånare (folkräkning 1 maj 2000).
Staden är indelad i 38 smådistrikt, barangayer, varav 28 är klassificerade som landsbygdsdistrikt och 10 som tätortsdistrikt.